# Double or Nothing (1936)
Double or Nothing ist ein US-amerikanischer Kurzfilm aus dem Jahr 1936.

## Handlung
Ein Stuntman träumt davon, selber ein Star zu sein. Bei einer Kampfszene in einem Saloon wird er k. o. geschlagen und verliert einen Zahn. Beim Zahnarzt bekommt er eine Narkose. Während der Zahnarzt mit der Arbeit beginnt, träumt der Stuntman davon, in verschiedenen Szenen an der Seite von Deanna Durbin, Mae West, Eddie Cantor, ZaSu Pitts, Charles Laughton und anderen zu spielen. In seinen Träumen spielt er in Szenen an Bord der Bounty, auf Hawaii und anderen Schauplätzen. Umringt von Tänzerinnen und Statisten singt und tanzt er. Als der Zahnarzt seine Arbeit beendet hat, wacht der Stuntman auf und ist bereit für die nächste Nahaufnahme.

## Auszeichnungen
1937 wurde der Film in der Kategorie Bester Kurzfilm (Two-Reel) für den Oscar nominiert.

## Hintergrund
Die Uraufführung fand am 18. Januar 1936 statt.
1940 drehte Roy Mack ein Remake mit dem gleichen Titel.